# Mattias Wigardt (företagsledare)
Karl Tore Mattias Wigardt, född den 12 januari 1947 i Vänersborg, är en svensk företagsledare. Han är son till Tore Wigardt.
Wigardt blev civilekonomexamen vid Handelshögskolan i Stockholm 1972 och reservofficersexamen 1979. Han genomgick Institutet för företagsledning 1986. Wigardt var marknadsassistent vid Svenska handelskammaren i Storbritannien 1972–1973, amanuens hos Näringsfrihetsombudsmannen 1973–1974, marknads- och konjunkturanalytiker vid Statens Skogsindustrier 1974–1975, chef för marknadsanalys där 1975–1978, biträdande försäljningchef vid Svenska Cellulosa Aktiebolaget 1979, marknads- och försäljningsdirektör vid Statens Skogsindustrier 1980–1986, vice verkställande direktör där 1987–1988, verkställande direktör i Förenade Well 1988 samt overseas operations director i Canadian Overseas Packaging Industries i Monaco 1998. Han var ordförande i Svenska arméns och flygvapnets reservofficersförbund 1992–1998 och i Sveriges reservofficersförbund 1994–1998. Wigardt har publicerat artiklar i facktidskrifter.